# Auguste Tolbecque
 (juillet 2023).
Si vous disposez d'ouvrages ou d'articles de référence ou si vous connaissez des sites web de qualité traitant du thème abordé ici, merci de compléter l'article en donnant les références utiles à sa vérifiabilité et en les liant à la section « Notes et références ».
Auguste Tolbecque (né le 30 mars 1830 à Paris et mort le 8 mars 1919 à Niort) est un luthier, compositeur, violoncelliste, et professeur de musique français. Il a écrit entre autres L'art du luthier, publié en 1901 à Paris. Il est l'auteur de nombreuses œuvres pour violoncelle solo, violoncelle et piano, dont le célèbre Rondo joué par tous les jeunes violoncellistes, messes solennelles avec orchestre qui furent exécutées à la cathédrale de Niort et d'un petit Opéra comique.

## Biographie
Auguste Tolbecque est le fils du violoniste Auguste-Joseph Tolbecque (1801-1869). Il est le neveu du violoniste, compositeur de musique festive de danses de Paris au XIXe siècle et chef d'orchestre belge Jean-Baptiste-Joseph Tolbecque.
Auguste Tolbecque a appris le violoncelle avec Olive-Charlier Vaslin (1794-1889) et l'harmonie avec Napoléon Henri Reber au Conservatoire de Paris. Après avoir joué dans l'Orchestre du Grand Théâtre et avoir enseigné au conservatoire de Marseille (1865-1871), il revient à Paris et entre à la Société des concerts du Conservatoire. Il fait aussi partie du Quatuor Lamoureux et du Quatuor Maurin. Il apprend la facture instrumentale avec Victor Rambaux puis s'installe à Niort.
Il a reconstitué des instruments anciens et réparé le Componium de Winkel, instrument musical mécanique à tuyaux variant à l'infini un thème quelconque noté sur deux cylindres. 
Le premier instrument construit par Auguste Tolbecque date de 1848. C'est un alto dont la sonorité rivalise avec celle du violoncelle. 
Il a rédigé ses mémoires : Souvenirs d'un musicien de province.
Son grand ami Camille Saint-Saëns lui a dédié son 1er Concerto en la mineur qu'Auguste Tolbecque a créé le 19 janvier 1873.

## Hommage
Le conservatoire de Niort porte aujourd'hui son nom.

## Décoration
- Chevalier de la Légion d'honneur

## Le luthier
Après un apprentissage en lutherie effectué à Paris chez Victor Rambaux, Auguste Tolbecque se passionne pour la reconstitution d’instruments anciens observés sur des gravures et des enluminures. Il mène ses travaux avec la rigueur d’un véritable archéologue et étudie minutieusement les anciennes représentations des instruments sans céder à la création de décors fantaisistes. En 1875, il installe son atelier de lutherie dans sa demeure du Fort-Foucault à Niort (Deux-Sèvres). Dans une plaquette publiée en 1890 sous le nom de « Quelques considérations sur la lutherie », il dénonce la priorité accordée au caractère esthétique des instruments sur leur sonorité. Il dénigrera également la qualité moindre des productions de violons en série. Auguste Tolbecque reconstitue un grand nombre d’instruments anciens et expose trente-trois de ses œuvres depuis une lyre grecque jusqu’aux violes renaissances à l’Exposition Internationale du Théâtre et de la Musique à Paris dont il remporte le Grand Prix. De cette recherche tournée vers le passé, Auguste Tolbecque réalise ainsi un crouth trithant, instrument connu sur des miniatures datant de l’époque carolingienne jusqu’au Moyen Âge. Également tourné vers l’avenir, il entreprend des recherches sur la sonorité des instruments et réalise un violoncelle expérimental dont les éclisses sont perforées et remplacent les ouïes de la table. Il se passionne également pour la reconstitution de violes de gambe, instruments datant de la période renaissance. Certaines de ses réalisations sont ornées de décors qui n’ont sans doute pas toujours résulté de sa facture. Pour l’une de ses œuvres, il s’inspire d’une peinture du Dominiquin, « Sainte Cécile », à partir d’une copie gravée en sa possession. Les ouïes et tables de ces instruments sont délicatement travaillées en courbes harmonieuses enrichies d’un décor de marqueterie et de  pièces d’ivoire. Différents motifs peints en noir ornent les instruments de végétaux et mascarons s’alliant ainsi aux armoiries de style renaissance. Les têtes sont sculptées de personnages fantasques comme un buste doré de femme chantante, allégorie de la musique. Ouvrage de référence et fruit de ses recherches paraît en 1903 « L’Art du luthier » qui expose toutes les étapes de conception d’un violon, enrichies par de nombreuses illustrations. Auguste Tolbecque a toujours accordé un réel intérêt à l’enseignement et à la pédagogie. Il forme ainsi deux élèves, Joseph Pineau et Arthur Papot qui assurèrent une relève de qualité dans la grande maison Gand et Bernardel à Paris. Traduction de l'inscription dans le médaillon (par M. Rê) "Vivant je fus dans les forêts, J'ai été tué par la hache cruelle. Tant que j'ai vécu je me suis tu, Maintenant que je suis mort je chante doucement".

## Le collectionneur
En 1875, Auguste Tolbecque s’installe dans sa nouvelle propriété du Fort-Foucault. Cette ancienne forteresse du XIIe siècle située face au Donjon de Niort deviendra rapidement un véritable cabinet de curiosités destiné à accueillir les divers instruments et œuvres d’art collectés par Auguste Tolbecque. Très vite la place vient à manquer et un grand salon de musique est construit où figureront six panoplies d’instruments parmi les meubles et œuvres d’art conférant à l’ensemble une atmosphère érudite et stimulante. Le plafond à la française est remplacé par un plafond de faïence conçu par Prosper Jouneau. Auguste Tolbecque qui fit l’acquisition de cette œuvre en 1900 possédait déjà plusieurs pièces du même artiste. Ce plafond, composé de caissons marqués d’un fleuron au centre, s’organise autour d’une coupole centrale aux décors donnant l’illusion de camées résultant de la technique de la pâte sur pâte. Sur un fond vert foncé se déclinent alors divers motifs de candélabres, griffons et végétaux. En 1922, la mise en place d’une vente aux enchères est décidée devant la difficulté d’obtenir une offre simultanée pour le Fort-Foucault et l’ensemble des collections. Pour organiser cet évènement et présenter l’ensemble des instruments, mobiliers et objets d’art accumulés, un grand catalogue illustré est imprimé et vingt-cinq cartes postales sont éditées et envoyées aux potentiels acheteurs. Parmi cette riche collection figure un violon réalisé par Eugène Gand et dédicacé par le grand maître luthier de Paris « À son vieux camarade A. Tolbecque souvenir d’E. Gand ».

## Le musicien
Auguste Tolbecque jouait d’un grand nombre d’instruments : piano, violon et violoncelle, instruments anciens et orgue qu’il savait également restaurer. Il fit ses classes de violoncelle dès l’âge de 15 ans sous la direction du maître O. Vaslin et accompagné de son ami Camille Saint-Saëns. Interprète peu connu, les réactions qu’il suscitait auprès du public restent une énigme. Il se produit en 1890 accompagné de sa fille lors d’une soirée offerte par la Croix-Rouge des Deux-Sèvres en faveur des blessés de guerre. Enseignant au conservatoire de Marseille, il s’y produit également en tant que violoncelle solo au Grand Théâtre. En 1880, il est élu « Chef de l’orchestre de la Société philharmonique de  Niort » mais démissionnera de ce poste sept années plus tard. Il organise alors des soirées musicales privées : « les soirées du vendredi » et des concerts exceptionnels le dimanche. Fervent défenseur de la musique ancienne, il ne manque pas de mettre à l’honneur des auteurs contemporains tels que J. Brahms. Auguste Tolbecque, le compositeur, demeure mystérieux. Ses musiques aujourd’hui oubliées devaient sans doute servir un but essentiellement pédagogique et divertissant mais aucune de ses compositions n’a pu être enregistrée. Le 22 décembre 1894, Auguste Tolbecque donne à Niort une représentation privée d’une opérette en un acte, « Après la valse », composée de ses mains et écrite par Henri Clouzot. Cette pièce galante et humoristique rencontre un vif succès jusque dans la capitale mais reste pourtant un cas unique dans la carrière musicale d’Auguste Tolbecque.

## Ouvrages
- Tolbecque, Quelques considérations sur la lutherie, 1890
- Tolbecque, Souvenirs d'un musicien de province, 1896
- Tolbecque, Notice historique sur les instruments à cordes et à archet, Paris, chez G. Bernardel, luthier, et Niort, chez l'auteur. Imprimerie Mercier, à Niort, 1898
- Tolbecque, L'art du luthier, 1901